# Esra Tromp
Esra Tromp (født 15. oktober 1990 i Coevorden) er en forhenværende cykelrytter og nuværende teammanager fra Holland. Efter hun stoppede sin aktive karriere har hun været i den organisatoriske ledelse på flere hold.

## Karriere
I 2009 og 2010 kørte hun for det hollandske amatørhold Batavus Ladies Cycling Team, inden hun fra 2011-sæsonen skiftede til Skil Koga. Her kørte hun i tre sæsoner, inden turen i 2014 gik til Parkhotel Valkenburg Continental Team. I 2015 holdt hun ét års pause fra cykling på grund af studier på universitetet, inden hun i 2016 vendte tilbage til det samme hold. Hun stoppede den aktive karriere efter 2017-sæsonen.
Fra 2018 til 2020 var hun ansat som teammanager hos sit tidligere hold Parkhotel Valkenburg. Fra 2021 kom hun til det nystartede Team Jumbo-Visma, hvor hun blev ansvarlig for at bygge holdet op. Den stilling forlod hun ved udgangen af maj 2023, for hun den 1. august samme år kunne tiltræde som general manager for det nye hold EF Education-Cannondale.